# One Love (nummer van David Guetta)
One Love is een nummer van de Franse dj David Guetta uit 2009, ingezongen door de Britse zangeres Estelle. Het is de derde single van Guetta's vierde studioalbum One Love.
De samenwerking ontstond op initiatief van Guetta. "Alle andere acts op mijn album, zoals The Black Eyed Peas en Kelly Rowland, belden mij. Maar ík wilde graag met Estelle werken, dus stuurde ik haar een e-mail. Ze antwoordde dat ze natuurlijk met mij wilde werken en dat ze al jaren losging op mijn tracks", aldus Guetta. "One Love" werd in een aantal landen een (bescheiden) hit. Het nummer bereikte de 46e positie in de Franse downloadlijst, maar bereikte daar de hoofdhitlijst niet. In de Nederlandse Top 40 bereikte het nummer de 19e positie, en in Vlaanderen kwam het tot de 4e positie in de Tipparade.